# Deus no Controle
Deus no Controle é o décimo segundo álbum de estúdio da cantora Eyshila, sendo o décimo terceiro da carreira, lançado em 15 de novembro de 2014 pela Central Gospel Music.
Toda a base instrumental do CD foi gravada em Nashville, nos Estados Unidos. E o CD é praticamente autoral. Apresenta nove músicas de Eyshila, duas versões da Vineyard e uma composição do pastor Massao.
Foram regravadas as canções: "Me Derramar", "Tão Profundo" (Com participação especial de David Quinlan), "O Que Darei a Ti?" (Anteriormente gravada por sua irmã Liz Lanne) e "Quanto Amor" (Anteriormente gravada por Paulo César Baruk).
O destaque da obra foi a música título, que ganhou versão em Vídeo Clipe no canal da gravadora junto as canções "Lugar de Vida", "De Tal Maneira" e "Simplesmente Te Adorar". Há também a participação de Cassiane na canção "Transformada" e do coral resgate na faixa "Deus Ainda Me Ama".
O trabalho foi premiado com disco de ouro pela venda de mais de 50.000 cópias.

## Faixas
1. "Lugar de Vida"   Compositora: Eyshila
2. "Deus no Controle"   Compositora: Eyshila
3. "De Tal Maneira"   Compositora: Eyshila
4. "Simplesmente te Adorar" (Part. Coral Resgate)   Compositora: Eyshila
5. "Deus Ainda Me Ama" (Part. Coral Resgate)   Compositora: Eyshila
6. "Tão Profundo" (Part. David Quinlan)
7. "Me Derramar" Compositora: Eyshila
8. "Que Darei a Ti?" Compositora: Eyshila
9. "Transformada" (Part. Cassiane) Compositora: Eyshila
10. "Filho, Volta"
11. "Quanto Amor"
12. "Mulher Vitoriosa"
13. "De Tal Maneira" (bônus) Compositora: Eyshila

## Clipes
| Música                 | Lançamento              |
| ---------------------- | ----------------------- |
| Deus no Controle       | 15 de novembro de 2014  |
| De Tal Maneira         | 15 de novembro de 2014  |
| Lugar de Vida          | 3 de janeiro de 2015    |
| Simplesmente te Adorar | 28 de fevereiro de 2015 |